# Robert L. Mills
Robert L. Mills (Englewood,15 de abril de 1927 — 27 de outubro de 1999) foi um físico americano especialista na teoria quântica de campos.
Ficou conhecido em 1954, quando ao lado de Chen Ning Yang propôs um tensor para o que agora é chamado de teoria de Yang-Mills. Esta equação se reduz à equação de Maxwell como um caso especial. Ela pode ser escrita como se segue
{\displaystyle \partial _{\mu }F^{\mu \nu }+2\epsilon (b_{\mu }\times F^{\mu \nu })=J^{\nu }}.

## Biografia
Mills nasceu em Englewood, Nova Jérsei. Ele se graduou pela Universidade Columbia em 1948. Concluiu seu mestrado pela Universidade de Cambridge e seu Ph.D. pela Universidade Columbia em 1955 sob orientação de Norman Kroll.
Após um ano de pesquisa no Instituto de Estudos Avançados de Princeton ele se tornou professor em física teórica pela Universidade do Estado de Ohio em 1956, onde permaneceu até sua aposentadoria em 1995.
Em 1980 Mills e o também físico, Chen Ning Yang, dividiram o prêmio da American Academy of Arts and Sciences pelo desenvolvimento de uma generalização da teoria de gauge.

## Artigos publicados
- Yang C. N., Mills R. L. (1954). «Conservation of Isotopic Spin and Isotopic Gauge Invariance». Physical Review (em inglês). 96: 191–195. doi:10.1103/PhysRev.96.191

## Leitura recomendada
- Samuel L. Marateck (2003). «Remembering Robert Mills». Physics Today. 56 (10): 14-15. doi:10.1063/1.1628986
- C. N. Yang (2005). «Remembering Robert Mills». In:  Gerardus 't Hooft. 50 years of Yang-Mills theory. [S.l.]: World Scientific. ISBN 978-981-238-934-3